# Hymenogyne
Hymenogyne ist eine Pflanzengattung aus der Familie der Mittagsblumengewächse (Aizoaceae). Der botanischen Name der Gattung leitet sich von den griechischen Worten hymen für ‚Haut‘ sowie gyne für ‚Frau‘ ab und verweist vermutlich auf die anscheinend geflügelten Samen.

## Beschreibung
Die Arten der Gattung Hymenogyne wachsen als einjährige Pflanzen, wobei die gesamte Pflanze aus einem mächtigen Dichasium besteht. Die flachen, mäßig sukkulenten Laubblätter besitzen entlang der Blattränder Blasenzellen. Die Blätter eines Blattpaares bilden eine offene Scheide. Die homogene Epidermis enthält häufig einige Tannin-Zellen und Wachsplättchen.
Die elfenbeinfarbenen bis gelben Blüten weisen Durchmesser von bis zu 3 Zentimetern auf. Ihre Kronblätter sind entlang ihrer Ränder glatt. Die Staubfäden sind an ihrer Basis abgeflacht und bewimpert. Die an ihrer Basis miteinander verwachsenen Narben bilden einen Stiel. Die niederliegenden, acht- bis zwölffächrigen Früchte enthalten je Fach zwei sehr große, nierenförmige, dunkelbraune, seitlich abgeflachte  Samen mit einer papillösen Samenschale. Die beiden Samen werden durch ein falsches Septum voneinander getrennt. Bei Reife zerbrechen die Kammern entlang des falschen Septums in zwei Zerfallfrüchte mit je einem Samen. Das Septum und das falsche Septum bilden einen knorpeligen Flügel, der den Samen umgibt. Die Blütezeit reicht vom September bis in den November.
Die Chromosomenzahl ist {\displaystyle 2n=18}.

## Systematik und Verbreitung
Die Gattung Hymenogyne ist in Südafrika in den westlichen Distrikten der Provinz Westkap verbreitet. Sie wächst an sandigen Orten mit Winterniederschlagsmengen von mehr als 400 Millimeter jährlich.
Die Erstbeschreibung der Gattung durch Adrian Hardy Haworth wurde 1821 veröffentlicht. Nach  Heidrun Hartmann (2017) umfasst die Gattung Hymenogyne folgende Arten:
- Hymenogyne conica L.Bolus
- Hymenogyne glabra (Aiton) Haw.

## Nachweise

## Weiterführende Literatur
- H. D. Ihlenfeldt, M. Gerbaulet: Untersuchungen zum Merkmalsbestand und zur Taxonomie der Gattungen Apatesia N.E.Br., Carpanthea N.E.Br., Conicosia N.E.Br., Herrea Schwantes und Hymenogyne Haw. (Mesembryanthemaceae Fenzl.). In:  Botanische Jahrbücher für Systematik. Band 111, Nummer 4, 1990, S. 457–498.